# Saissetia dura
Saissetia dura är en insektsart som först beskrevs av Hempel 1900.  Saissetia dura ingår i släktet Saissetia och familjen skålsköldlöss. Inga underarter finns listade i Catalogue of Life.